# Khoromkhon Club
Khoromkhon Club (em mongol: Хоромхон клуб) é um clube de futebol mongol com sede na capital Ulan Bator. Disputa a Undesniy Deed Lig, correspondente à primeira divisão do futebol nacional. O clube começou sua participação na liga em 2000 com o nome de "Heineken", mas mudou o nome para o atual em 2004.

## Títulos
- Undesniy Ligin: 2005 e 2014
- Borgio Tsom: 2012

## Elenco atual
Elenco para a fase de qualificação da Copa da AFC de 2016.
Legenda
- : Capitão
- : Jogador suspenso
- : Jogador lesionado